# 西洛街道
西洛街道，是中华人民共和国贵州省毕节市金沙县下辖的一个街道办事处。
2013年6月24日，贵州省人民政府批复同意金沙县部分乡镇行政区划调整，以原西洛乡9个村及原城关镇山槽村、红山村地域为西洛街道行政区域，街道办事处驻群立村。
2019年8月8日，将原西洛街道的金槐社区划归民兴街道管辖。

## 行政区划
西洛街道下辖以下地区：
红山村、山槽村、群立村、申家街村、开化村、阳灯村、中华村、洋海村、中心村、金槐村和红星村。
2019年8月8日调整后，西洛街道辖群立社区、申家街社区、阳灯社区、中心社区、红山社区、山槽社区、开化社区、洋海社区、中华社区、红星社区。